# Lasiosina cinctipes
Lasiosina cinctipes är en tvåvingeart som först beskrevs av Johann Wilhelm Meigen 1830.  Lasiosina cinctipes ingår i släktet Lasiosina och familjen fritflugor. Arten är reproducerande i Sverige. Inga underarter finns listade i Catalogue of Life.